# Les intermitències de la mort
Les intermitències de la mort és una novel·la escrita per l'autor portuguès José Saramago, guanyador del Premi Nobel de Literatura el 1998. La novel·la va ser publicada el 2005.

## Resum de l'argument
Ambientat en un país anònim i en una un moment desconegut, el llibre narra com a partir de la mitjanit de l'1 de gener no mor ningú. Inicialment, la gent celebra la seva victòria sobre la mort. Mentrestant, les autoritats religioses, els filòsofs i els erudits tracten de descobrir, sense èxit, per què la gent va deixar de morir. L'Església catòlica de fet, se sent amenaçada per aquest succés, ja que posa en dubte un dels principals fonaments del seu dogma: la mort i resurrecció de Jesucrist. No obstant això, els ciutadans continuen gaudint de la seva nova immortalitat.
Aquest privilegi dura poc, ja que la fi de la mort porta amb sí diversos problemes financers i demogràfics. Els encarregats de la salut pública temen que el sistema col·lapsi a causa del creixent nombre de persones incapacitades i agonizants que ompliran els asils i hospitals sense poder morir. Al contrari, els amos de funeràries temen que no tindran més treball i es veuen obligats a organitzar enterraments per als animals.
Oferint una solució per desfer-se de les persones que estan al llindar de la mort i que no poden morir, sorgeix un grup conegut com la maphia (la "ph" és per evitar confusió amb la Màfia), la qual porta als moribunds a l'altre costat de la frontera del país, on moren instantàniament, ja que la mort continua treballant en la resta del món. El negoci de la maphia creix tan ràpid que fins i tot el govern acaba associant-se amb els maphiosos, gairebé causant una guerra amb els seus països veïns.
La mort emergeix poc després com una dona anomenada mort (el nom en minúscula és per diferenciar-la de la Mort, la qual ha d'acabar amb tot l'univers). Aquesta anuncia a través d'una carta als mitjans de comunicació que el seu experiment ha acabat i que la gent tornarà a morir. No obstant això, en un intent de suavitzar la mort de les persones, promet enviar una carta a aquells que van a morir, donant-los una setmana per preparar-se per al seu final. Aquestes cartes, enviades en un sobre violeta, creen caos al país on la gent ha d'enfrontar una destinació inevitable.
A partir d'aquest punt, la novel·la s'enfoca en la relació de la mort amb un violoncel·lista que sorprenentment no mor. Cada vegada que la mort li envia la seva carta, aquesta torna al seu remitent immediatament. La mort descobreix que, sense haver-hi cap raó aparent, aquest home no va morir quan hauria d'haver mort. Encara que inicialment es proposa analitzar a aquest misteriós home, la mort s'obsessiona amb ell fins al punt de prendre una forma humana només per conèixer-lo. Després de visitar-lo, la mort planeja lliurar-li la carta. No obstant això, s'enamora del violoncel·lista i en fer-ho es converteix en un ésser humà. L'endemà ningú mor al país novament.

## Estil
De forma exacta que en altres de les seves obres, Saramago evita les formes tradicionals de gramàtica i puntuació. Moltes de les oracions estan escrites en un estil similar al corrent del pensament. Saramago evita usar cometes per indicar diàleg i en canvi utilitza majúscules per indicar l'inici del diàleg d'un personatge.